# Avzoni
Avzoni (starogrško (grško Αὔσονες, Ausones, latinsko Aurunci, italijansko Ausoni) je ime, ki so ga grški pisci uporabljali za opis različnih italskih ljudstev, naseljenih v južnem in osrednjem delu Apeninskega polotoka. Naziv se je uporabljal predvsem za označevanje plemena, ki ga je Livij imenoval Aurunci. Kasnenje se je uporabljal za vse Italce. Izraz Avzonija  je tako v grščini kot latinščini postal  pesniški izraz za samo Italijo.

## Zgodovina
Prvi grški naseljenci so ob svojem prihodu na Apeninski polotok naleteli na tri večja ljudstva: Avzone, Enotre in Japige. Avzoni so  govorili indoevropski jezik in so bili na tem ozemlju naseljeni vsaj od 17. stoletja pr. n. št.

### Celinski Avzoni
Jedro Avzonov je živelo na ozemlju, imenovanem Avzonija. V 8. stoletju pr. n. št. je Avzonija obsegala sedanji južni Lacij in Kampanijo do reke Sele.
Livij v enem od svojih besedil govori o Calesu kot njihovem glavnem mestu in malo kasneje pove, da so imeli tri mesta, Ausona, Minturnae in Vecscia, za katera se zdi, da so bila vsa na ravninah, nedaleč od izliva Lirisa. V tem obdobju so bili vsekakor nepomembno pleme in so se lahko le slabo uprli rimskemu orožju. Njihovo mesto Cales je kmalu po zavzetju leta 333 pr. n. št. postalo rimska kolonija. Nekaj let kasneje so vojaški uspehi Samnitov spodbudili Avzone, da so spet prijeli za orožje. Rimljani so njihova preostala štiri mesta, Ausona, Minturnae, Vescia in Sinuessa, zlahka osvojili, njihove prebivalce pa pobili. Livij ob tem pove, da je bil "avsonski narod uničen". To se je očitno zares zgodilo, ker se njihovo ime v zgodovinskih zapisih ni več pojavilo. Omenil jih je šele Plinij med izumrlimi plemeni, ki so nekoč  naseljevala Lacij.
Različnih klasični viri omenjajo, da so bili Avzoni naseljeni tudi v Kalabriji.

### Avzoni na Eolskih otokih in Siciliji
Po legendi, ki jo je zapisal Diodor Sicilski, se je kralj Avzonov imenoval Avzon. Bil je sin Odiseja in Kirke ali nimfe Kalipso. Njegov sin je bil Liparus, ki je dal ime Liparskim (Eolskim) otokom.
Nekje med letoma 1240 do 850 pr. n. št. je Eolske otoke zasedla skupina Avzonov pod vodstvom legendarnega Liparusa. Po legendi je Liparusa nasledil Eol, čigar hiša je po Homerju dala gostoljubje Odiseju. Naselitev je bila morda nasilno prekinjena, ko je bilo v poznem 9. stoletju pr. n. št. avzonsko mesto Lipara na otoku Lipari požgano in očitno ne več obnovljeno. Okoli leta 1270 pr. n. št. se je del Avzonov iz Kampanije preselil na Sicilijo.
Izkopavanja na Liparih so razkrila sklop, ki ima veliko skupnih značilnosti s tistimi iz sodobne južne Italije, na primer v njenih subapeninsko-protovillanovskih fazah. Ta otoška kultura je bila poimenovana kot Avzonska I (1250/1200–1150 pr. n. št.) in II (1150–850 pr. n. št.). Povezana je s fazama Pantalica I in II (Cassibile) na Siciliji.

## Vir
- Bunbury, Edward Hurbert (1854). "Aurunci". V Smith, William (ur.). Dictionary of Greek and Roman Geography. Vol. I. London: John Murray. str. 343.